# Всесвітній ісламський конгрес (1931)

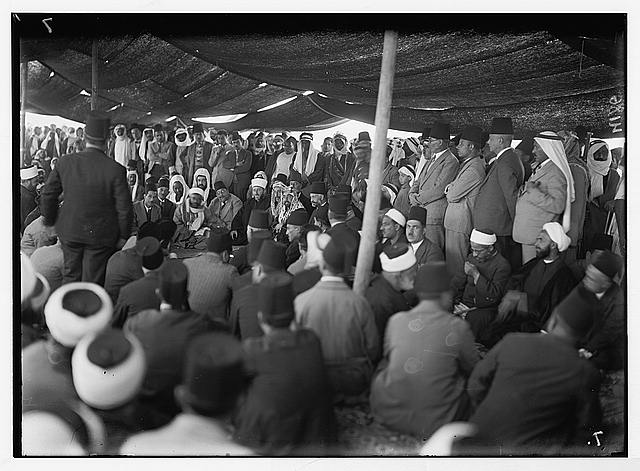
Зустріч делегатів конгресу з еміром Абдаллою ібн Хусейном I 12 грудня 1931 року в Шунет Німрін

Всесві́тній ісла́мський конгре́с (араб. لمؤتمر الاسلامي العام) — міжнародна конференція, що відбулася в Єрусалимі і тривала з 6 по 17 грудня 1931 року, де взяли участь близько 150 мусульманських делегатів з понад 20 країн. Конгрес був скликаний Мухаммедом Аміном аль-Хусейні, Великим муфтієм Єрусалиму, та Шукатом Алі, головою Комітету Індійського халіфату. Найважливішими темами були майбутнє Палестини, проєкт ісламського університету в Єрусалимі та залізниця Хеджаз. На конгресі було створено виконавчий комітет, який мав скликати наступні конгреси через регулярні проміжки часу. Створена конгресом мережа персоналу продовжувала існувати до 1960-х років і проводила різні міжнародні конференції під аналогічною назвою.

## Перебіг подій
З'їзд розпочався ввечері 7 грудня спільною молитвою учасників конференції з нагоди ночі Ісра і Мірадж (27 грудня раджабу), що приурочена до нічної подорожі Мухаммада. Молитву очолив шиїтський учений Мухаммад аль-Хусейн аль-Кашиф аль-Гіта. Наступного дня було сформовано вісім комісій для підготовки доповідей з конкретних питань:
1. Комісія з питань ісламського віровчення та духовного керівництва під головуванням Рашида Ріда.
2. Комісія зі святих місць і Стіни Плачу під головуванням Мухаммада аль-Хусейна аль-Кашифа аль-Гіти.
3. Комісія з питань мусульманської культури та нового "Університету мечеті Аль-Акса" під головуванням Мустафи аль-Галаїні, президента Мусульманської ради Лівану.
4. Комісія зі статуту Конгресу під головуванням Шауката Алі.
5. Комісія з питань залізниці Хеджаз під головуванням еміра Саїда ад-Джазаїрі, онука еміра Абд аль-Кадера.
6. Комісія з фінансів та організації, яку очолив ліванець Омар Бей ад-Дакук.
7. Комісія з пропозицій, поданих на розгляд Конгресу.
8. Комісія з пропаганди та публікацій Конгресу[4].

Звіти, підготовлені цими комісіями, потім обговорювалися на пленарних засіданнях і або приймалися, або відхилялися.
Попри те, що британська мандатна влада забороняла обговорення політики "дружніх держав", Конгрес не тільки висловив свою чітку позицію щодо сіоністського питання, але й протестував проти мандатної системи й колоніалізму в цілому, французької політики в Марокко, антирелігійної політики радянського уряду та діяльності італійської влади в Лівії. Критика єгипетського політика Вафда Абд ар-Рахмана Аззама на адресу італійської влади була настільки гострою, що мандатний уряд офіційно вислав його з Палестини.
З'їзд також приділив значну увагу подоланню внутрішньоісламських конфліктів. Щоб продемонструвати єдність між сунітами й шиїтами, шиїту Мухаммеду аль-Хусейну аль-Кашифу аль-Гіті було запропоновано очолити колективну п'ятничну молитву всіх учасників конференції 11 грудня. Це був революційний крок, оскільки він визнавав шиїтів рівноправними мусульманами. 15 грудня Мухаммад аль-Хусейн виступив перед учасниками конференції з промовою, в якій закликав до єдності між сунітами й шиїтами.
Відразу після з'їзду противники Верховного муфтія на чолі з мером Єрусалиму Рагібом ан-Нашашибі скликали в Єрусалимі контрконференцію, на якій зажадали реформи статуту Вищої ісламської ради й висловили недовіру муфтію як її президенту".